# Штирова Олександра Михайлівна
Олександра Михайлівна Штирова (1919, місто Москва, тепер Російська Федерація — ?, місто Москва, тепер Російська Федерація) — радянська діячка, ткаля-багатоверстатниця ткацької фабрики Московського комбінату «Трехгорная мануфактура» імені Дзержинського. Депутат Верховної Ради СРСР 3-го скликання. 

## Життєпис
Народилася в родині робітника московської «Трехгорной мануфактуры» Михайла Сергійовича Штирова. У п'ятнадцятирічному віці вступила до школи фабрично-заводського учнівства (ФЗУ) комбінату «Трехгорной мануфактуры». 
З відзнакою закінчивши школу ФЗУ, в 1936 році пішла працювати ткалею ткацької фабрики на «Трехгорной мануфактуре» імені Дзержинського. Незабаром закінчила курси технічного мінімуму, потім школу високої продуктивності. Після цього перейшла на обслуговування восьми ткацьких верстатів замість визначених нормою шести. Після початку німецько-радянської війни разом з іншими робітницями займалася будівництвом оборонних споруд, працювала на лісозаготівлях. Під час війни фабрика займалася виробництвом тканин для потреб армії. Коли 1944 року «Трехгорная мануфактура» знову повернулася до виробництва тканин цивільного асортименту, Олександра Штирова серед перших працівниць перейшла на обслуговування 10 ткацьких верстатів замість 8, а також допомогла це зробити іншим робітницям бригади. У грудні 1945 року вона перейшла на обслуговування 12 верстатів, а в квітні 1946 року першою стала працювати на 16 верстатах.  У липні 1949 року вона достроково виконала свій п'ятирічний план. 
Член ВКП(б) з 1944 року. Активно займалася громадською діяльністю — була членом партійного бюро ткацької фабрики, членом президії Московської міської ради професійних спілок, вела на фабриці агітаційно-масову роботу.
У 1960-х роках працювала завідувачем Будинку для людей похилого віку комбінату «Трехгорная мануфактура» імені Дзержинського.
Подальша доля невідома.

## Нагороди
- орден Леніна
- медаль «За оборону Москви»
- медаль «За доблесну працю у Великій Вітчизняній війні 1941—1945 рр.» (1945)
- медаль «У пам'ять 800-річчя Москви» (1948)
- медалі